# 胡里奧·貝拉斯科
胡里奧·貝拉斯科（Julio Velasco，1952年2月9日—）是一名阿根廷籍排球教練。他自1979年起開姑執教生涯。現時為義大利國家女子排球隊主教練。
他曾执教阿根廷國家男子排球隊、捷克國家男子排球隊、伊朗國家男子排球隊、阿根廷國家男子排球隊、義大利國家男子排球隊及摩德納排球。現時執教義大利國家女子排球隊。
2024年8月11日，他带领意大利夺得2024年奥运会女子排球比赛冠军。

## 外部連結
- Coach profile在Olympedia的个人资料和比赛数据
- Coach profile （页面存档备份，存于） at Volleyhall.org
- Coach profile在歐洲排球聯合會
- Coach profile （页面存档备份，存于） at LegaVolley.it （義大利語）
- Coach profile at Volleybox.net